# Joella Lloyd
Joella Lloyd, född 12 april 2002, är en antiguansk och barbudansk friidrottare. Hon deltog vid olympiska sommarspelen 2020.